# MultiQ International
MultiQ International AB är ett svenskt IT-företag med säte i Lund, som utvecklar och tillverkar bildskärmar. Tillverkningen sker i Kina och Danmark.
MultiQ International AB:s aktie var noterad på Stockholmsbörsen. Den fanns på Small Cap-listan.
Företaget förvärvades av Vertiseit och avnoterades från Stockholmsbörsen med sista handelsdag den 10 juni 2022.